# لوان کراسنیچی
لوان کراسنیچی (آلبانیایی: Luan Krasniqi؛ زادهٔ ۱۰ مهٔ ۱۹۷۱) بوکسور اهل آلمان است.